# ブルフザリア (小惑星)
ブルフザリア (455 Bruchsalia) は小惑星帯に位置する小惑星。1900年5月22日、マックス・ヴォルフ、アルノルト・シュヴァスマンがハイデルベルクで発見した。
ドイツの都市ブルッフザールにちなんで名づけられた。